# Callirhipis carolinensis
Callirhipis carolinensis is een keversoort uit de familie Callirhipidae. De wetenschappelijke naam van de soort is voor het eerst geldig gepubliceerd in 1940 door Blair.